# Agrotis daguerrei
Agrotis daguerrei är en fjärilsart som beskrevs av Köhler 1961. Agrotis daguerrei ingår i släktet Agrotis och familjen nattflyn. Inga underarter finns listade i Catalogue of Life.